# Campeonato caboverdiano de fútbol 2013
El campeonato caboverdiano de fútbol 2013 es la 34.ª edición desde la independencia de Cabo Verde. Empezó el 11 de mayo de 2013 y terminó el 13 de julio de 2013. El torneo lo organiza la Federación caboverdiana de fútbol (FCF).
Sporting Clube da Praia es el equipo defensor del título. Un total de 12 equipos participaron en la competición, el campeón de la edición anterior y los campeones de las 11 ligas regionales.

## Equipos participantes
- Sporting Clube da Praia Campeón del Campeonato caboverdiano de fútbol 2012
- Onze Estrelas Campeón del Campeonato regional de Boavista 2013
- SC Juventude Portuária de Furna Campeón del Campeonato regional de Brava 2013
- Académica do Fogo Campeón del Campeonato regional de Fogo 2013
- Académico 83 Campeón del Campeonato regional de Maio 2013
- Académico do Aeroporto Campeón del Campeonato regional de Sal 2013
- Solpontense FC Campeón del Campeonato regional de Santo Antão Norte 2013
- Académica do Porto Novo Campeón del Campeonato regional de Santo Antão Sur 2013
- FC Ultramarina Campeón del Campeonato regional de São Nicolau 2013
- CS Mindelense Campeón del Campeonato regional de São Vicente 2013
- Scorpion Vermelho Campeón del Campeonato regional de Santiago Norte 2013
- Desportivo da Praia Subcampeón del Campeonato regional de Santiago Sur 2013

### Información de los equipos
| Equipo                  | Localidad               | Estadio                 |
| ----------------------- | ----------------------- | ----------------------- |
| Académico 83            | Vila do Maio            | 20 de Janeiro           |
| Académica do Fogo       | São Filipe              | 5 de Julho              |
| Académica do Porto Novo | Porto Novo              | Municipal de Porto Novo |
| Académico do Aeroporto  | Espargos                | Marcelo Leitão          |
| Desportivo da Praia     | Praia                   | Várzea                  |
| Juventude P.F.          | Furna                   | Aquiles d'Oliveira      |
| Mindelense              | Mindelo                 | Adérito Sena            |
| Onze Estrelas           | Bofareira               | Arsénio Ramos           |
| Scorpion                | Santa Cruz              | 25 de Julho             |
| Solpontense FC          | Ponta do Sol            | João Serra              |
| SC Praia                | Praia                   | Várzea                  |
| Ultramarina             | Tarrafal de São Nicolau | n/d                     |

## Tabla de posiciones
Grupo A
|   | Equipo                          | PJ | PG | PE | PP | GF | GC | DG  | PTS |
| - | ------------------------------- | -- | -- | -- | -- | -- | -- | --- | --- |
| 1 | Desportivo da Praia             | 5  | 4  | 1  | 0  | 12 | 2  | +10 | 13  |
| 2 | CS Mindelense                   | 5  | 3  | 1  | 1  | 9  | 4  | +5  | 10  |
| 3 | Académico do Aeroporto          | 5  | 2  | 3  | 0  | 3  | 1  | +2  | 9   |
| 4 | FC Ultramarina                  | 5  | 1  | 1  | 3  | 5  | 12 | -7  | 4   |
| 5 | Onze Estrelas                   | 5  | 0  | 2  | 3  | 4  | 9  | -5  | 2   |
| 6 | SC Juventude Portuária de Furna | 5  | 0  | 2  | 3  | 3  | 8  | -5  | 2   |

Grupo B
|   | Equipo                  | PJ | PG | PE | PP | GF | GC | DG | PTS |
| - | ----------------------- | -- | -- | -- | -- | -- | -- | -- | --- |
| 1 | Académica do Fogo       | 5  | 3  | 2  | 0  | 4  | 0  | +4 | 11  |
| 2 | Académica do Porto Novo | 5  | 3  | 1  | 1  | 5  | 1  | +4 | 10  |
| 3 | Sporting Clube da Praia | 5  | 2  | 3  | 0  | 6  | 3  | +3 | 9   |
| 4 | Solpontense FC          | 5  | 1  | 3  | 1  | 6  | 6  | 0  | 6   |
| 5 | Académico 83            | 5  | 0  | 2  | 3  | 5  | 11 | -6 | 2   |
| 6 | Scorpion Vermelho       | 5  | 0  | 1  | 4  | 1  | 6  | -5 | 1   |

## Resultados
| Académico do Sal  | 0 - 0 | Onze Estrelas           |            | 11 de mayo |       |
| CS Mindelense     | 0 - 2 | Desportivo Praia        |            | 11 de mayo |       |
| FC Ultramarina    | 1 - 1 | Juventude da Furna      |            | 12 de mayo |       |
| Académico 83      | 0 - 0 | Scorpion                |            | 11 de mayo |       |
| Sporting da Praia | 0 - 0 | Académica do Porto Novo |            | 11 de mayo |       |
| Académica do Fogo | 0 - 0 | Solpontense FC          | 5 de Julho | 11 de mayo | 15:30 |

| Académico do Sal        | 1 - 0 | FC Ultramarina    | 18 de mayo |
| Desportivo da Praia     | 2 - 0 | Onze Estrelas     | 18 de mayo |
| Juventude da Furna      | 0 - 1 | CS Mindelense     | 19 de mayo |
| Académica do Porto Novo | 0 - 1 | Académica do Fogo | 18 de mayo |
| Académico 83            | 1 - 2 | Sporting da Praia | 18 de mayo |
| Solpontense FC          | 1 - 0 | Scorpion          | 19 de mayo |

| Onze Estrelas           | 1 - 3 | CS Mindelense       |             | 25 de mayo |       |
| Juventude da Furna      | 0 - 1 | Académico do Sal    |             | 26 de mayo |       |
| FC Ultramarina          | 1 - 4 | Desportivo da Praia |             | 26 de mayo |       |
| Scorpion                | 0 - 1 | Académica do Fogo   | 25 de Julho | 25 de mayo | 15:30 |
| Sporting da Praia       | 1 - 1 | Solpontense FC      |             | 25 de mayo |       |
| Académica do Porto Novo | 3 - 0 | Académica 83        |             | 26 de mayo |       |

| Onze Estrela      | 1 - 1 | Juventude da Furna      |            | 1 de junio |       |
| CS Mindelense     | 4 - 0 | FC Ultramarina          |            | 1 de junio |       |
| Desportivo Praia  | 0 - 0 | Académico do Sal        |            | 1 de junio |       |
| Solpontense FC    | 4 - 4 | Académico 83            |            | 1 de junio |       |
| Académica do Fogo | 0 - 0 | Sporting da Praia       | 5 de Julho | 1 de junio | 15:30 |
| Scorpion          | 0 - 1 | Académica do Porto Novo |            | 1 de junio |       |

| Académico do Sal        | 1 - 1 | CS Mindelense       | 9 de junio |
| FC Ultramarino          | 3 - 2 | Onze Estrelas       | 9 de junio |
| Juventude da Furna      | 1 - 4 | Desportivo da Praia | 9 de junio |
| Sporting da Praia       | 3 - 1 | Scorpion            | 9 de junio |
| Académica do Porto Novo | 1 - 0 | Solpontense FC      | 9 de junio |
| Académico 83            | 0 - 2 | Académica do Fogo   | 9 de junio |

## Fase Final
|  | Semifinales             | Semifinales             | Semifinales             | Semifinales | Semifinales |   |               | Final         | Final | Final | Final | Final |
|  |                         |                         |                         |             |             |   |               |               |       |       |       |       |
|  | CS Mindelense           | CS Mindelense           | 1                       | 1           | 2           |   |               |               |       |       |       |       |
|  | Académica do Fogo       | Académica do Fogo       | 1                       | 0           | 1           |   |               |               |       |       |       |       |
|  |                         |                         |                         |             |             |   | CS Mindelense | CS Mindelense | 3     | 2     | 5     |       |
|  |                         | Académica do Porto Novo | Académica do Porto Novo | 0           | 2           | 2 |               |               |       |       |       |       |
|  | Académica do Porto Novo | Académica do Porto Novo | 3                       | 0           | 3           |   |               |               |       |       |       |       |
|  | Desportivo da Praia     | Desportivo da Praia     | 0                       | 1           | 1           |   |               |               |       |       |       |       |

### Semifinales
| 22 de junio de 2013 | Académica do Porto Novo | 3:0 | Desportivo da Praia | Municipal de Porto Novo, Porto Novo |  |
|                     | Nicha · Nelsa · Ivinha  |     |                     |                                     |  |

| 22 de junio de 2013, 16:00 (UTC-1) | CS Mindelense | 1:1 | Académica do Fogo | Estadio Adérito Sena, Mindelo |  |
|                                    | Dukinha 27'   |     | Quinzinho 77'     |                               |  |

| 29 de junio de 2013 | Desportivo da Praia | 1:0 | Académica do Porto Novo | Estadio de Várzea, Praia |  |

| 29 de junio de 2013, 15:30 (UTC-1) | Académica do Fogo | 0:1 | CS Mindelense | Estadio 5 de Julho, São Filipe |  |
|                                    |                   |     | Dany Kwué 46' |                                |  |

### Final
| 7 de julio de 2013 | CS Mindelense             | 3:0 | Académica do Porto Novo | Estadio Adérito Sena, Mindelo |                               |
|                    | Adyr 6' 65' · Dukinha 40' |     |                         | Árbitro(s): António Rodrigues | Árbitro(s): António Rodrigues |

| 13 de julio de 2013 | Académica do Porto Novo | 2:2 | CS Mindelense   | Municipal de Porto Novo, Porto Novo |                          |
|                     | Oceano 32' · Flávio 87' |     | Dukinha 36' 78' | Árbitro(s): Manuel Timas            | Árbitro(s): Manuel Timas |

| Campeón CS Mindelense 9.º título |

## Estadísticas
- Máximo goleador: Dukinha 6 goles. (CS Mindelense)
- Mayor goleada: CS Mindelense 4 - 0 FC Ultramarina (1 de junio)